# Complejo Deportivo de Dubái
El Complejo Deportivo de Dubái es un estadio multiusos en Dubái, uno de los Emiratos Árabes Unidos. El estadio se terminó en el verano de 2010. Fue sede de los Campeonatos Mundiales de Natación de la FINA en 2010 (25 m), en el que participaron 153 países. El estadio fue la sede de diversos eventos acuáticos internacionales. Tiene una capacidad total de 15 000 espectadores. Además de los eventos acuáticos, como la natación, también tiene espacio que toman en cuenta los acontecimientos deportivos secos, como el tenis, baloncesto, voleibol, baloncesto, críquet, hockey sobre césped, bádminton, y eventos sociales y exposiciones.